# Krakkó hídjai
Ez a cikk Krakkónak a Visztula felett emelt közúti és vasúti hídjaival foglalkozik.

## Visztulai hidak története
A Krakkót kettészelő Visztula felett jelenleg 11 közúti, és 3 vasúti híd található. A hidak elősegítik a Visztula által nagyjából két egyforma nagyságú területre kettéosztott Krakkó északi és déli városrészei közötti kapcsolatot. A nagyobb hidak mellett a Krakkó területén a Visztulába torkolló kisebb folyókon számos egyéb híd van. Ilyen folyók a Rudawa, a Wilga vagy a Prądnik is.

### Közúti hidak
Már Krakkó megalapítása után több rév és híd biztosította a kapcsolatot a Visztulán keresztül a szomszéd, valamint a távolabbi lengyelországi települések felé, de lerövidítették az utat Bécs, vagy Lemberg (Lviv) irányában is. A korabeli hidak közül a legismertebb talán a Stradomi híd volt, mely Krakkót Kazimierz-zsel kötötte össze (utóbbi ma Krakkó egyik kerülete). Az akkor épült meg, amikor Kazimierz megszerezte 1335-ben a városi rangot.
1657-ben a Lengyel–litván unió nagy részét megszálló svédek Krakkó összes, akkor kivétel nélkül fából készült hídját felgyújtották. A stradomi és a wieliczkai hidak újra fahídként épültek fel, a Skawiński híd helyén azonban csak rév létesült, melyet az alacsony forgalom miatt hamarosan megszüntettek.
Az első kő, illetve tégla alapokat felhasználó híd Krakkó térségében először a 18. század legvégén épült.
A déli parton pedig lehorgonyozott pontonhíd épült ki. Laza, egymással összekapcsolt, vízen lebegő gerendákból épült. A hajó áthaladása esetén, megnyitották gyorsan a híd néhány szakaszát, amikor pedig a Visztula befagyott, eltávolították a hidat. Az osztrákok Krakkó elfoglalása után megépítették az „igazi” hidat kb. 200 m lejjebb. Ez 1802–13 közt működött és Károly híd volt a neve, Habsburg Károly főherceg tiszteletére. Tölgyfából volt megépülve, kőpilléreken nyugodott.
A második fából épült híd összekapcsolta a Stradomot (egy a Waweltól délkeletre fekvő kerületet) Kazimierzsel. A mai Stradomska, Krakowska és Dietl utcák kereszteződében állt . A mai Dietl utca helyén 1880-ig a Visztula oldalága folyt (az ún. Öreg-Visztula). A híd a Królewski híd (Király híd) nevet kapta.
A Király hidat és a Károly hidat egy óriási árvíz tette tönkre 1813 augusztusában (akkor a Visztula elöntötte Stradomot, Kazimierzet és Podgórzét). A Királyi hidat 1827-ben a Stradom-híd (Most Stradomski) váltotta fel, főként a Grodzka kapu lebontásával szerzett anyagból kiépülve (akkor bontották le a városi falakat). A hídnak befalazott hídfői és középső pillére meg két fanyílása volt. Vaskorlát és két vaslámpa díszítette, ezért nagyon tetszett a krakkóiaknak. 1880-ban betemették az Öreg-Visztulát és lebontották a Stradom-hidat.

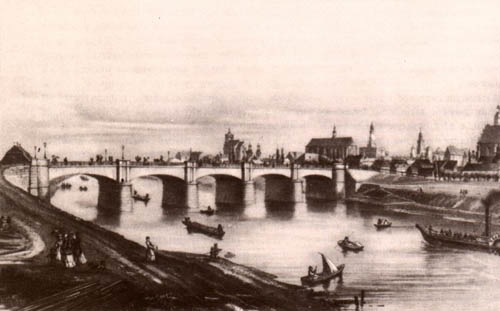
Podgórze-híd kb. 1850-ben - Franz Josef Sandmann litográfiája

A Károly-híd helyén viszont 1850-ben a Podgórze-híd (Most Podgórski) épült meg. Fából építették, kőpilléreken, még a létező hídfőkön támasztott. 19. században ez a legfontosabb híd volt Krakkóban és a környékén. 1901-ben átvezették rajta az első krakkói villamost. De már az I. világháború kitörése előtt a híd rossz állapotban volt és a sűrűn elhelyezett pillérei nehezítették a visztulai hajózást. Azért 1925-ben szétszedték a hidat és kiépítettek egy fizetős, kizárólag a gyalogos és kerékpáros forgalomnak szentelt kisebb fahidat (helyi nevén pallót). Ez működött a Piłsudski-híd kiépítéséig. Mostanában a Podgórze-híd helyén a 2010-ben megnyitott gyalogos-kerékpáros palló áll, melynek neve: Bernatek páter pallója (a régi hídfőkön nyugszik).
1913-ban megépült a Krakus-híd (Most Krakusa), amely összekapcsolta a dél felé vezető Starowiślna utcát (egy főutca ez) a Wieliczka felé vezető úttal. A híd rácsos volt, vasból épült, a budapesti hidakra emlékeztetett (fotó). E hídon Juliusz Leo krakkói elnök és Franciszek Maryewski, utolsó Podgórze polgármestere szimbolikusan összekapcsolták a két várost 1915. július 4-én. 1917-ben átvezették ott a villamos vonalat. 1945 januárjában ledöntötte a hidat a visszavonuló német hadsereg; hamarosan elkezdődött az újjáépítése. 1971-ben megint szétbontották.

### Vasúti hidak

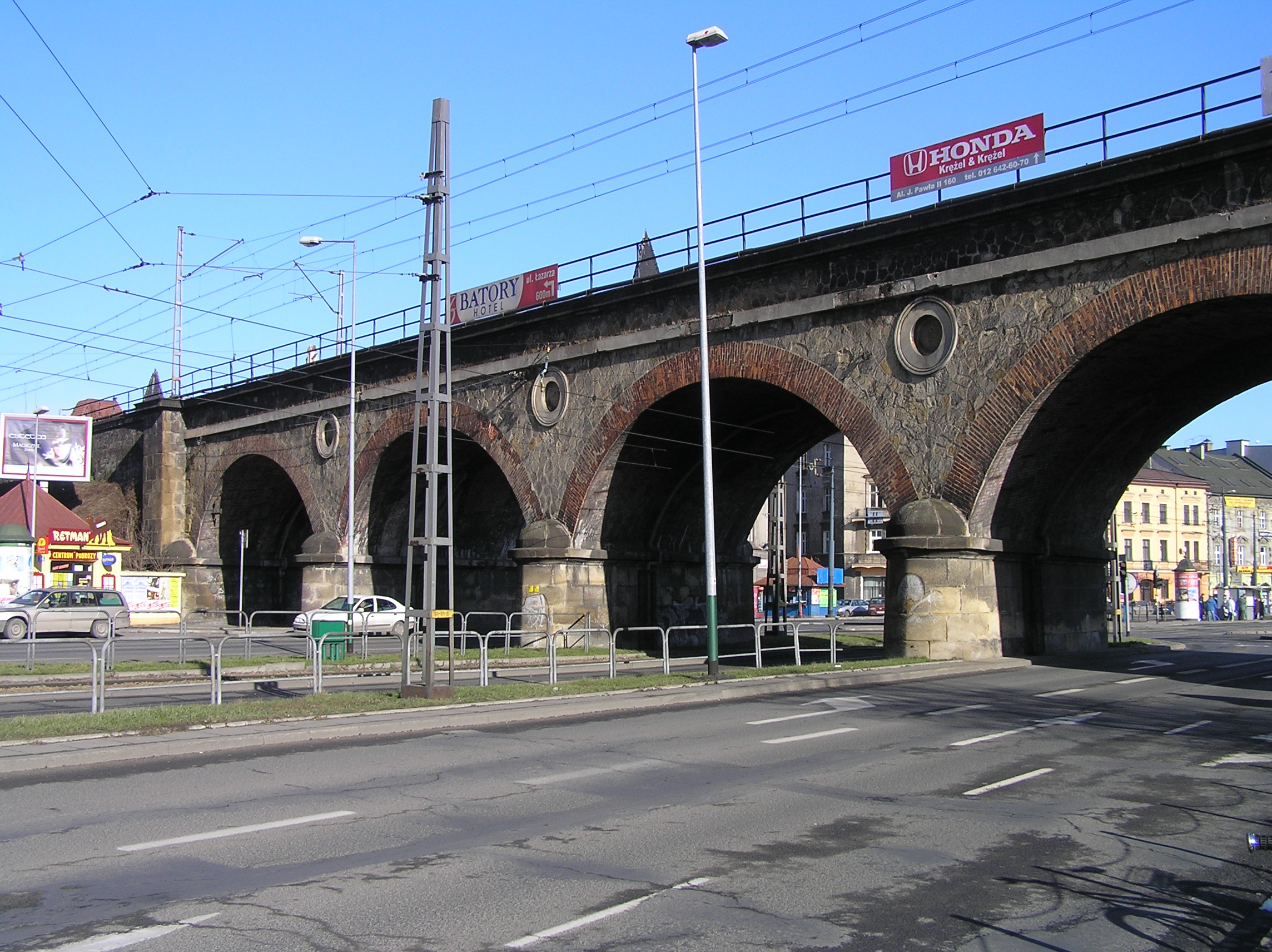
Grzegórzki vasúti viadukt

A kelet felé vezető vasút építésével kapcsolatban a két visztulai oldalágon két hidat kellett építeni (1844–56) Kazimierz és a Wawel között (északi vasúti híd) meg Kazimierz és Podgórze között (déli vasúti híd). A mindkettő kezdetben fából volt épült meg. Az északi hidat 1863-ban elhelyesítették egy kőpilléreken támaszkodó téglahíddal, amit a Grzegórzki vasúti hídnak neveztek el. Amikor 1880-ban betemették a Visztula északi oldalágát (az Öreg-Visztulát), a híd viadukttá vált. Máig létezik, elhatárolja a Dietl és a Grzegórzecka utcákat egymástól. 98 m hosszú, 12 m széles, 7 m magas, ötnyílású híd.
A déli vasúti hidat 1864-ben acélhíddal helyesítették. 1884-ben kiszélesítették a meglévő pillérek felhasználásával. Ezt 1945 januárjában lerombolta a visszavonuló német hadsereg, 1948-ban szovjet katonák újjáépítették. Ez a híd 212 m hosszú, hatnyílású, tömör szerkezetű acélhíd mindegyik vágány alatt egy külön szerkezet van.
1888-ban megnyitottak egy nyolckilométeres vasúti körgyűrűt, amely átlépte a Visztulát a mai Dębniki-híd helyén. A vasutat felszámolták 1911. január 1-jén, a hidat közúti híddá építették át.

## Meglevő Visztula-hidak

Krakkó hídjainak elhelyezkedése

A Visztula folyásának irányába haladva jelenleg az alábbi hidakat találjuk Krakkó területén:
1. a Kościuszko vízlépcső, amelyen az A4 autópálya halad át,
2. gyalogosok és kerékpárosok hídja a Kościuszko vízlépcsőnél,
3. pychowicei közmű híd,[1]
4. a Zwierzyniecki híd,
5. a Dębniki-híd,
6. a Grünwald-híd,
7. Józef Piłsudski marsall hídja,
8. a Bernatek páterről elnevezett, a gyalogosok és kerékpárosok közlekedését szolgáló híd,
9. a Sziléziai Felkelők hídja,
10. a Zabłocie-i vasúti híd,
11. a Kotlarski híd,
12. a Dąbie-i vasúti híd,
13. a Dąbie-i vízierőmű hídja,
14. a Nowa Huta-híd,
15. a Wanda híd,
16. a Przewóz-i vízlépcső,
17. a Przylasek Rusiecki-i vasúti híd,
18. a Kraków (Nowa Huta)–Niepołomice közötti híd

### Korábbi hidak
- Károly-híd,
- Podgórze-híd,
- Krakus-híd,
- Stradom-híd,
- Grzegórzki-i vasúti híd

### Tervezett hidak
- a Pychowice-híd a III. körgyűrűn, Zwierzyniecki hídtól nyugatra,
- a Łęg-híd - a III. körgyűrűn, Nowa Huta-hídtól keletre ( a Łęg-erőműnél),
- híd a IV. körgyűrűn, a tervezett S7 autóúton (a 7-es országúton)

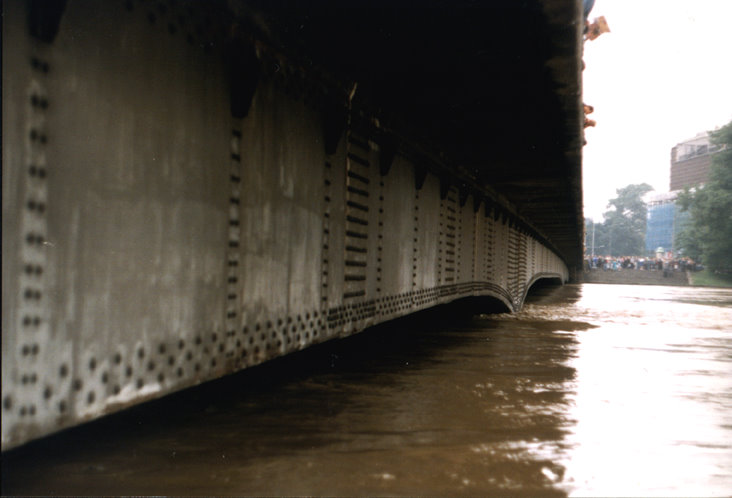
A megáradt Visztula vízszintje (csak néhány cm-el A Dębniki-híd alatt) 1997 júliusában az ún. évezredes árvíz közben

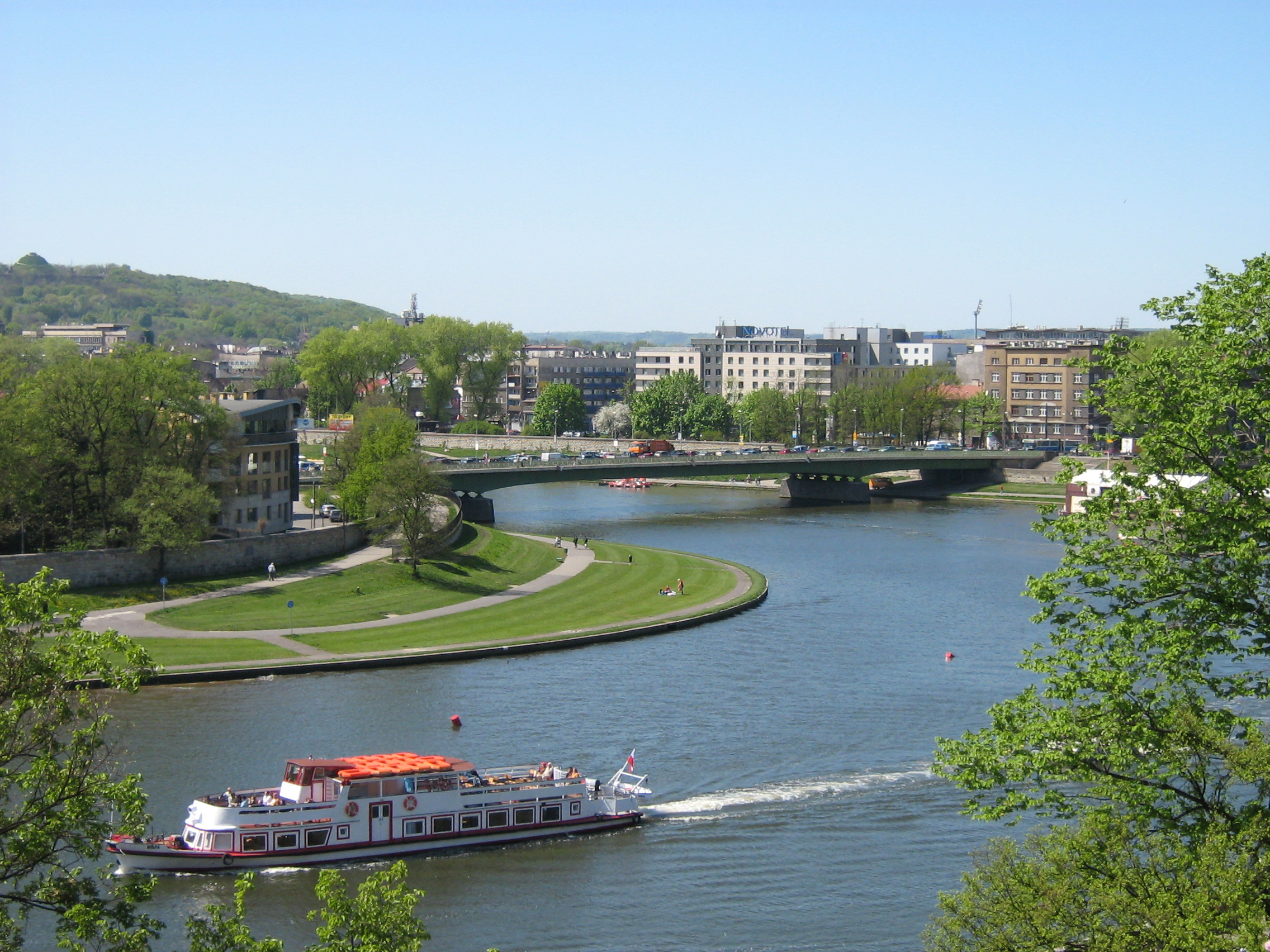
Kilátás a Dębniki-hídra a Wawelről

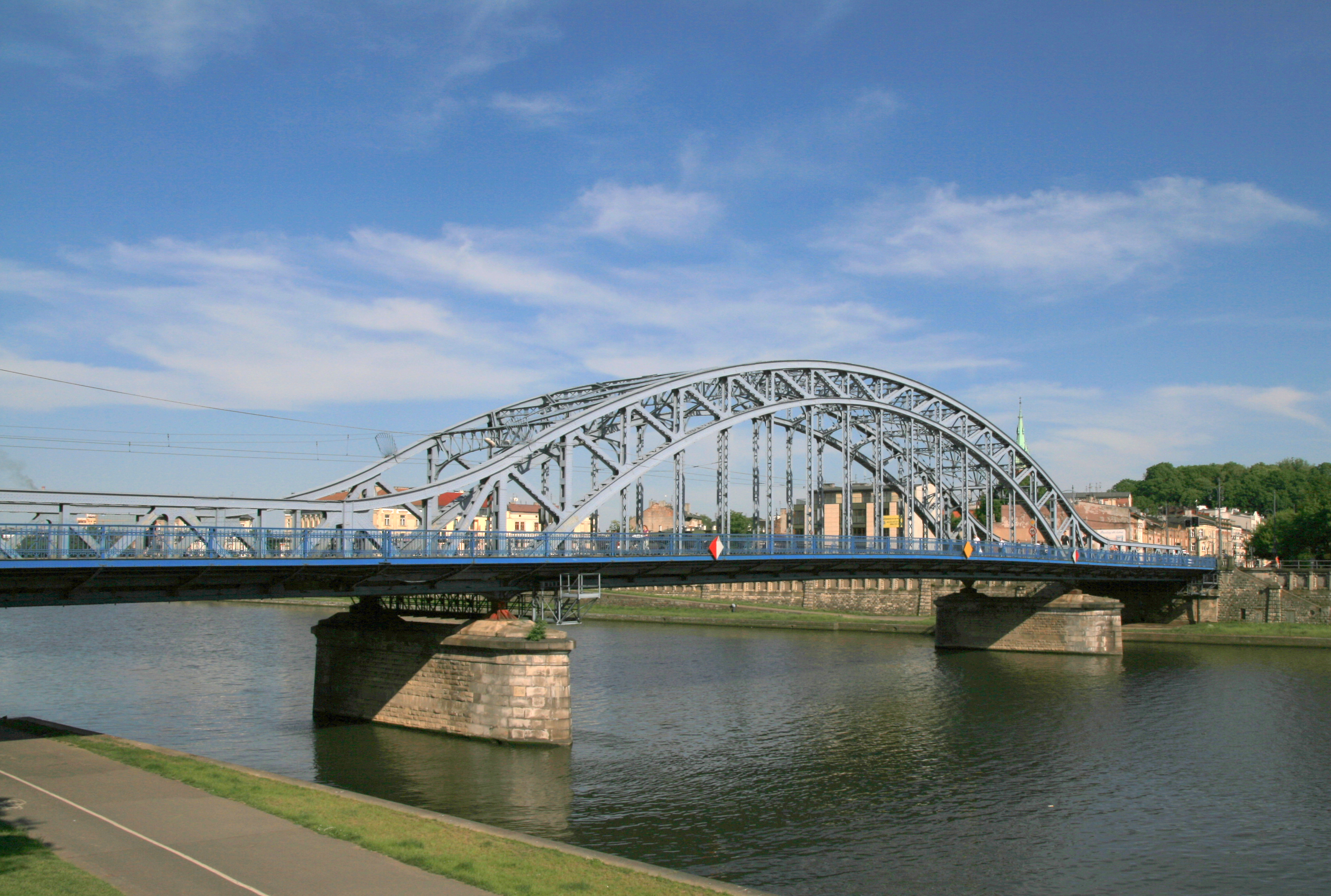
Piłsudski-híd

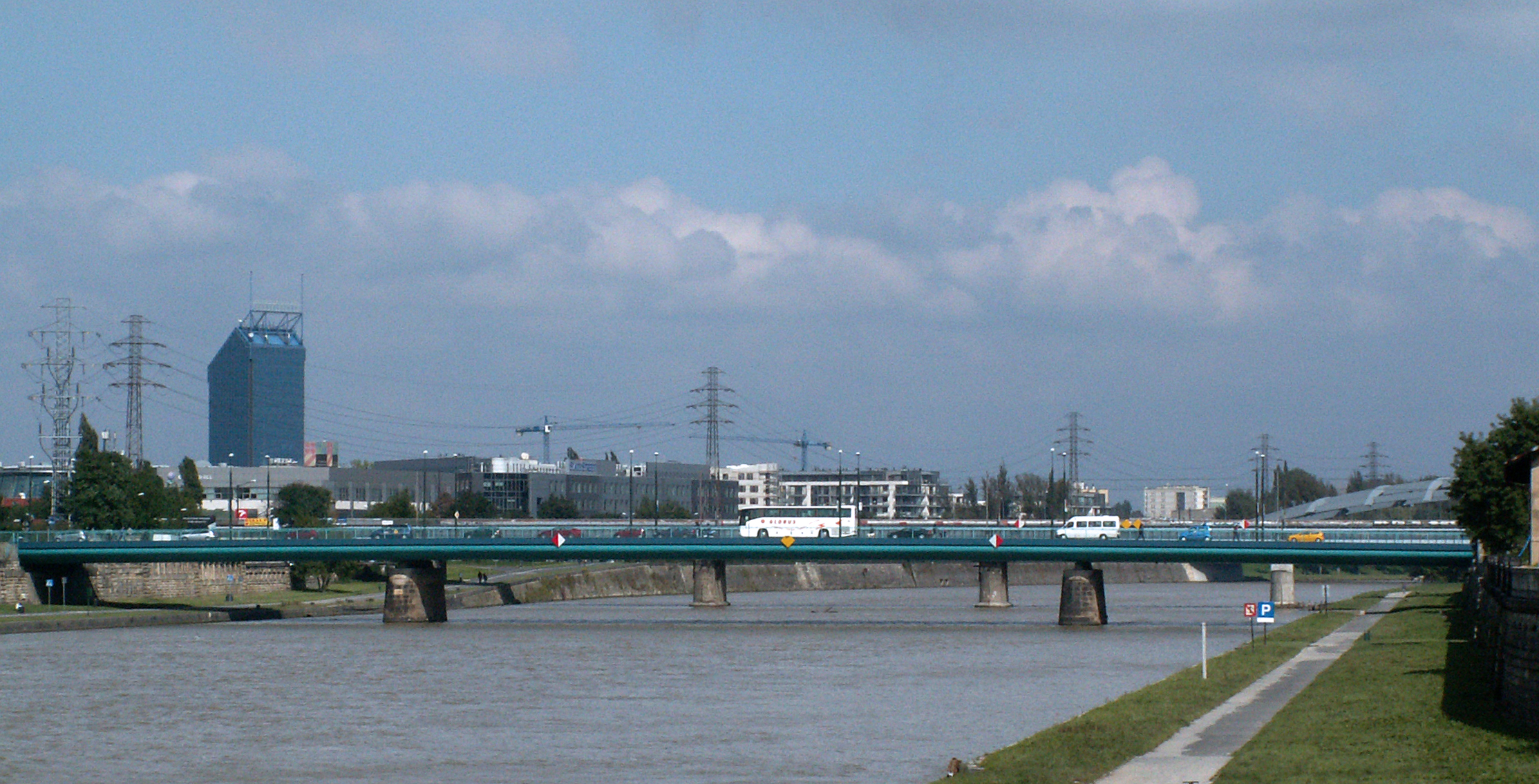
A Sziléziai Felkelők hídja

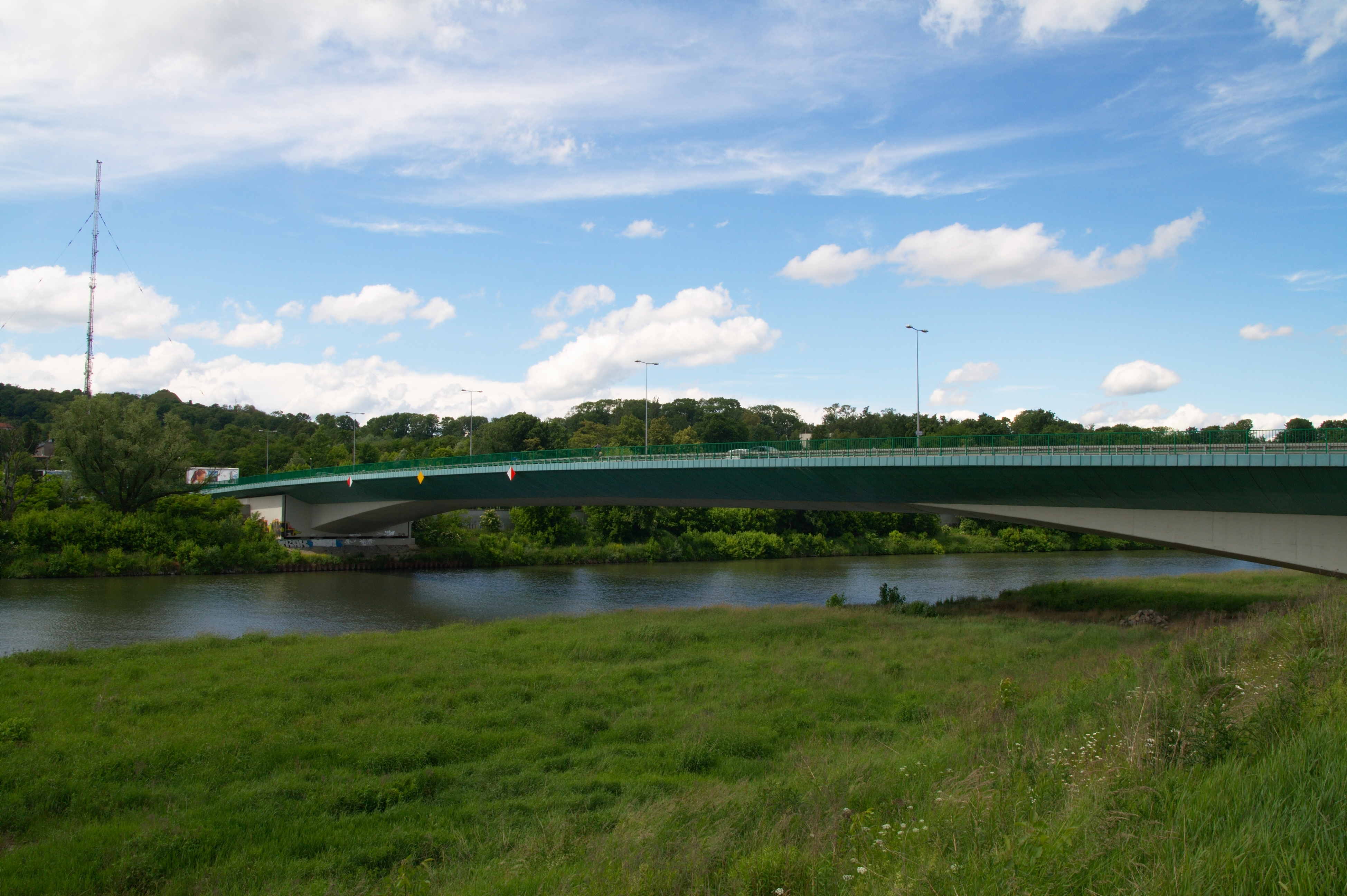
Zwierzyniec-híd

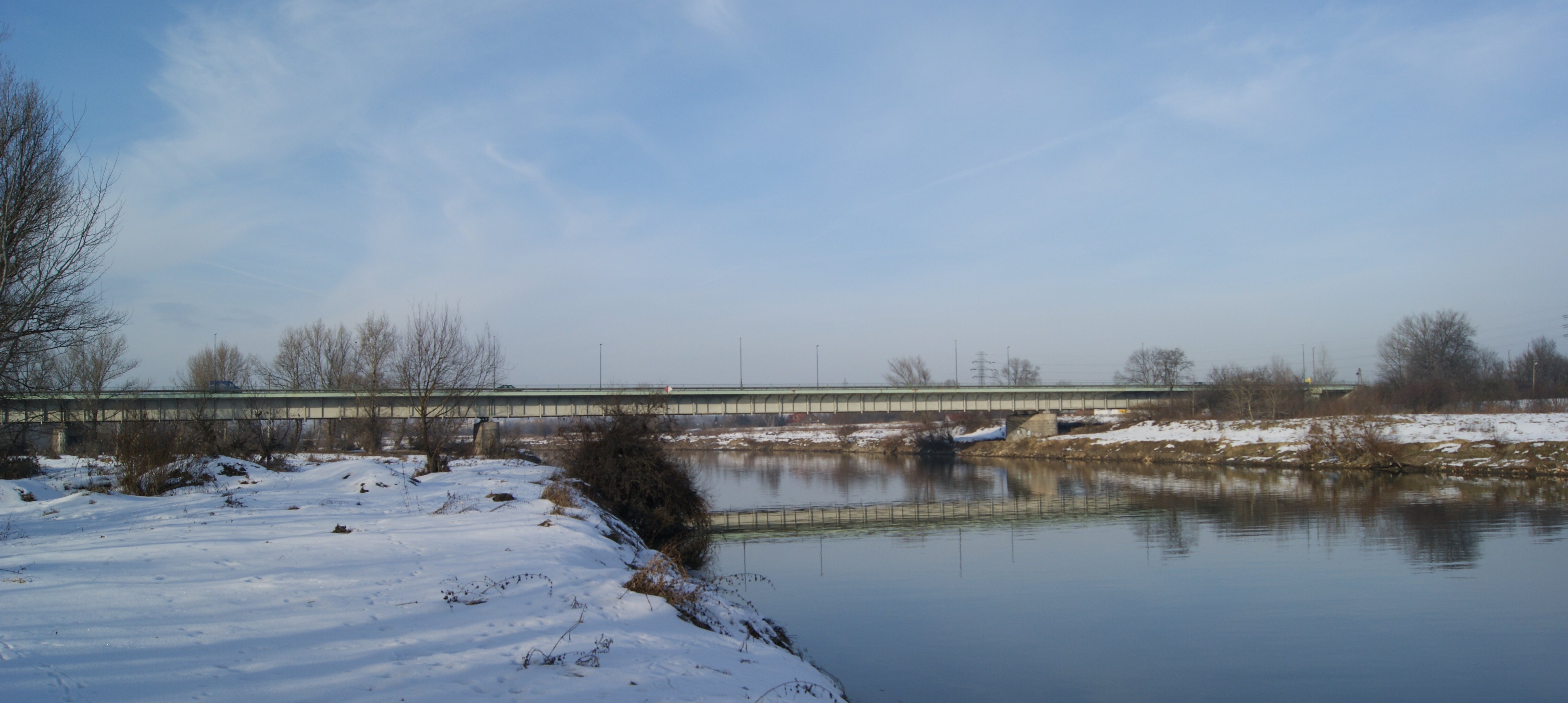
Nowa Huta-híd

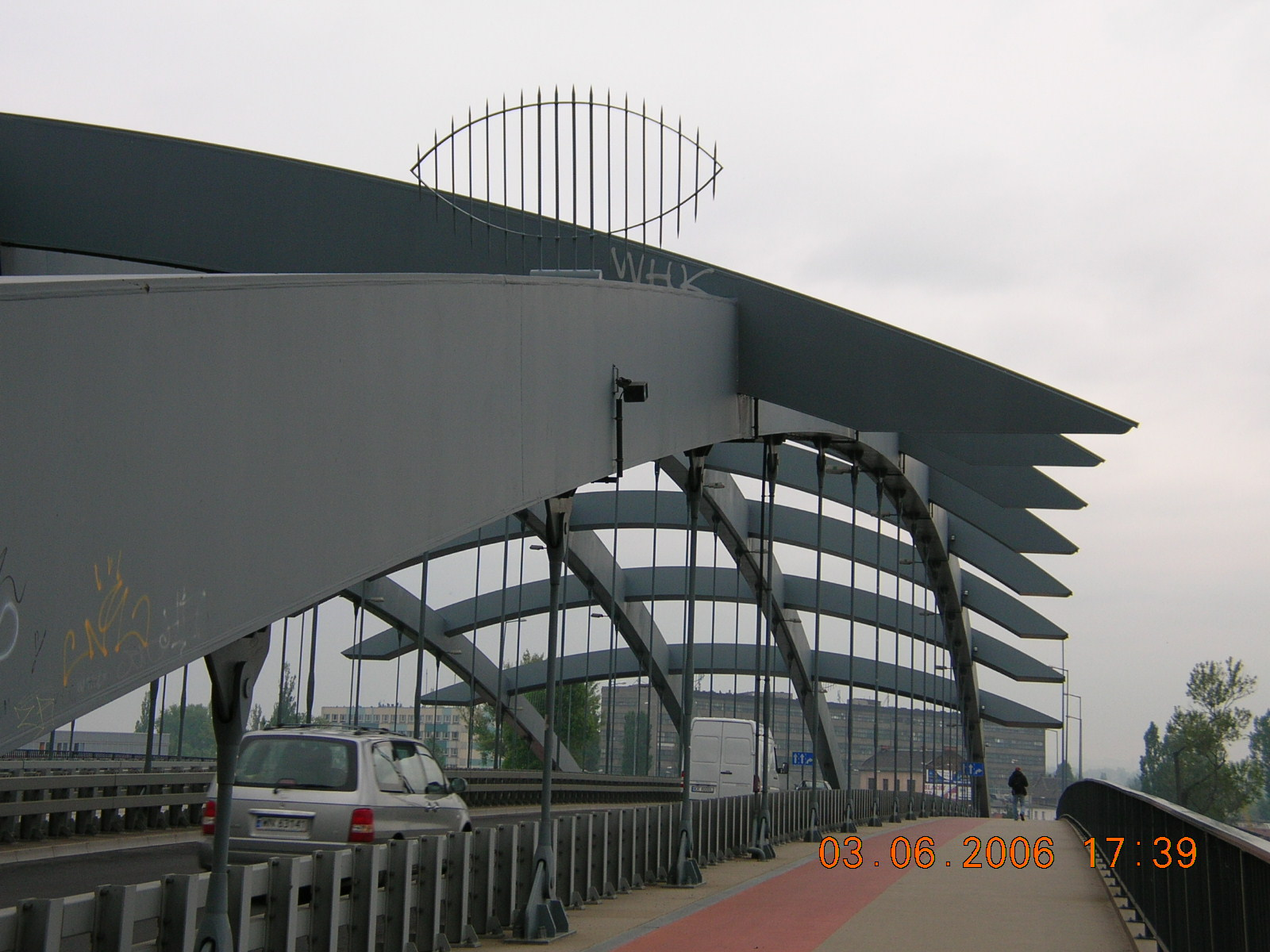
Kotlarski híd

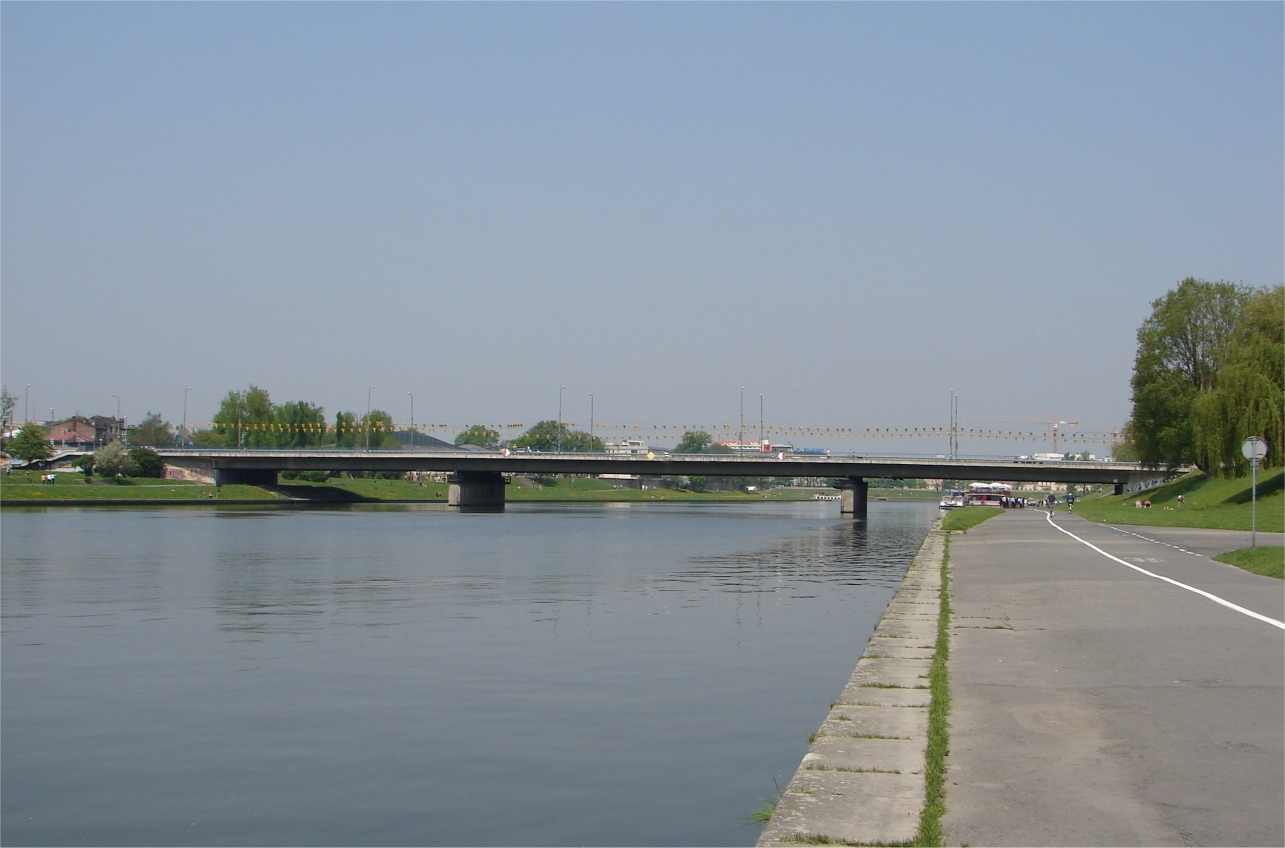
Grünwald-híd

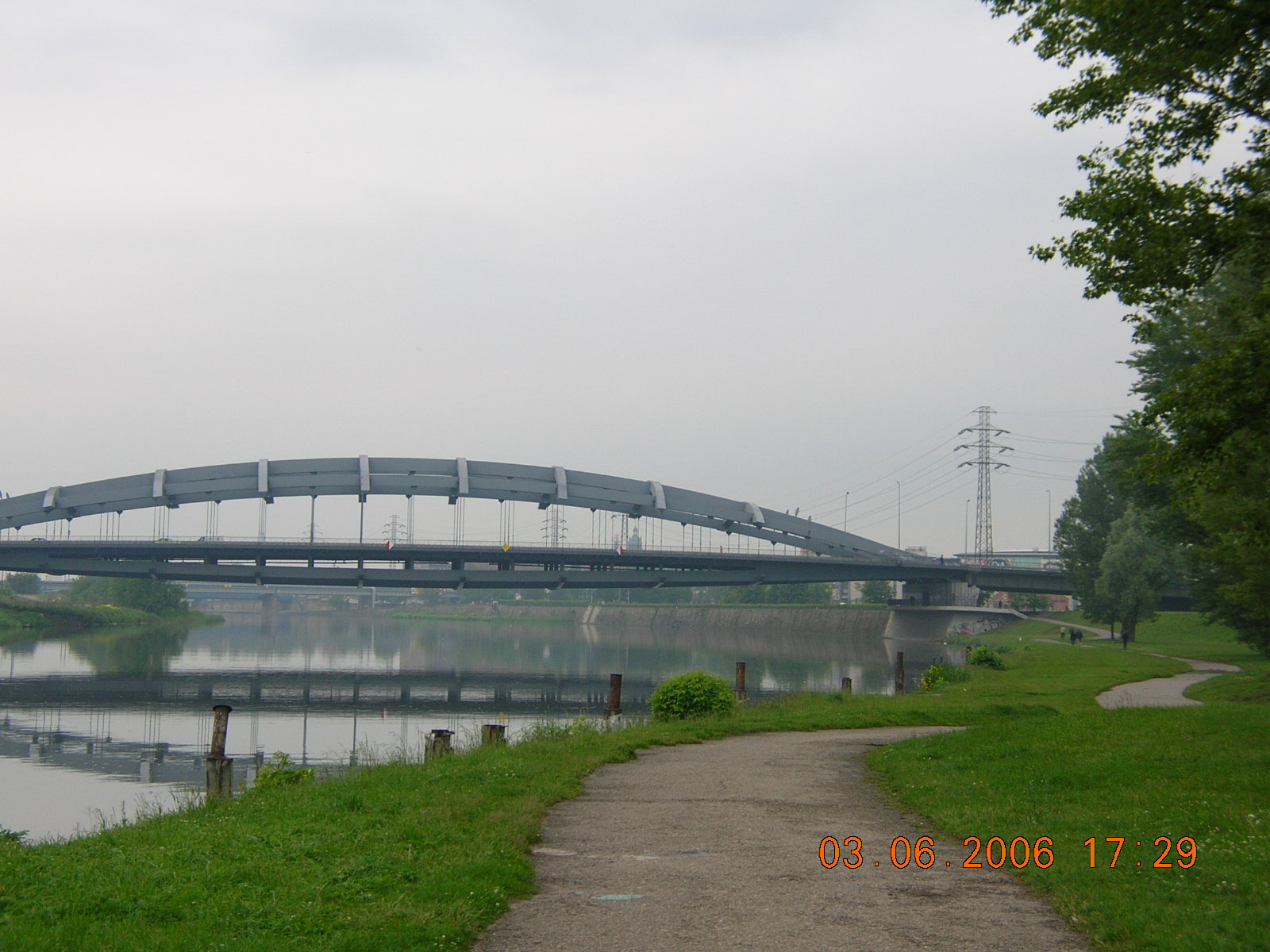
Kotlarski híd

### Dębniki-híd(Most Dębnicki)
Összekapcsolja az Óvárost és Zwierzyniec-et (Három Jósok útja – Aleja Trzech Wieszczów) Dębnikivel. A II. körgyűrű részét képezi. A hídról gyönyörű a kilátás a Visztula-kanyarra és Wawel dombra. 1888-ban a mai híd helyén megépítettek egy rácsos szerkezetű hidat az épülő vasúti körgyűrű miatt (ez a mai Három Jósok útjának helyén volt az Öreg Visztula betemetése előtt). A vágányt kivéve utca és járda is volt ott. 1911-ben felszámolták a körgyűrű vasutat, a hídról pedig eltávolították a vágányt. 1945 januárjában lerombolta a visszavonuló német hadsereg, 1951-ben újjáépült mai alakjában. 1998-ban lezárták felújítás miatt, ezért pótlására a katonaság műszaki alakulatai megépítették mellette az ideiglenes Lajkonik-hidat. Ezt szétszedték a felújítás befejezése után.
A híd 157 m hosszú és 19 m széles, 2 pillérre támaszkodik. Az úton két-két sáv van, kizárólag a gépkocsiforgalom számára. A vízfelülethez mért magassága a legalacsonyabb a krakkói hidak közt. A cél ezzel az volt, hogy a híd ne takarja el a kilátást a Wawelre a rakpartról. Emiatt ez a híd a legveszélyeztetettebb árvizeknél és jégtorlódás esetén.

### Józef Piłsudski marsall hídja(Most im. Marszałka Józefa Piłsudskiego)
A krakkóiak „Teknősbékának” becézik. Összekapcsolja Belvárost Podgórzével. Az építés 1926 szeptemberében kezdődött meg, egy évvel a Podgórze-híd lezárása után, befejeződött 1933 januárjában. A hídon villamosvágányt is átvezettek, de az első villamos csak a II. világháború után ment át a hídon. Hídpénzt kellett fizetni, az építés költségének megtérítése céljával. 1945 januárjában lerombolta a hidat a visszavonuló német hadsereg, 1948-ban újjáépült a Tadeusz Kościuszko névvel. De a krakkóiak tudatában megmaradt Piłsudski néven és ezt a nevet hivatalosan is visszaállították 1990-ben.
A híd 147,5 m hosszú, 18,5 m széles, 2 pilléren támaszkodik. Acél, szegecselt rácsos szerkezetű. Az úton egy-egy sáv vezet mindkét irányban, a sávokat villamosvágány választja el.

### Nowa Huta-híd(Most Nowohucki)
Összekapcsolja Podgórzét Czyżynyvel. 281 m hosszú, 19 m széles, négynyílású, tömör acél gerendákból épült. 1951-ben építették az új krakkói kerület, Nowa Huta megközelítésére.

### A Sziléziai Felkelők hídja(Most Powstańców Śląskich)

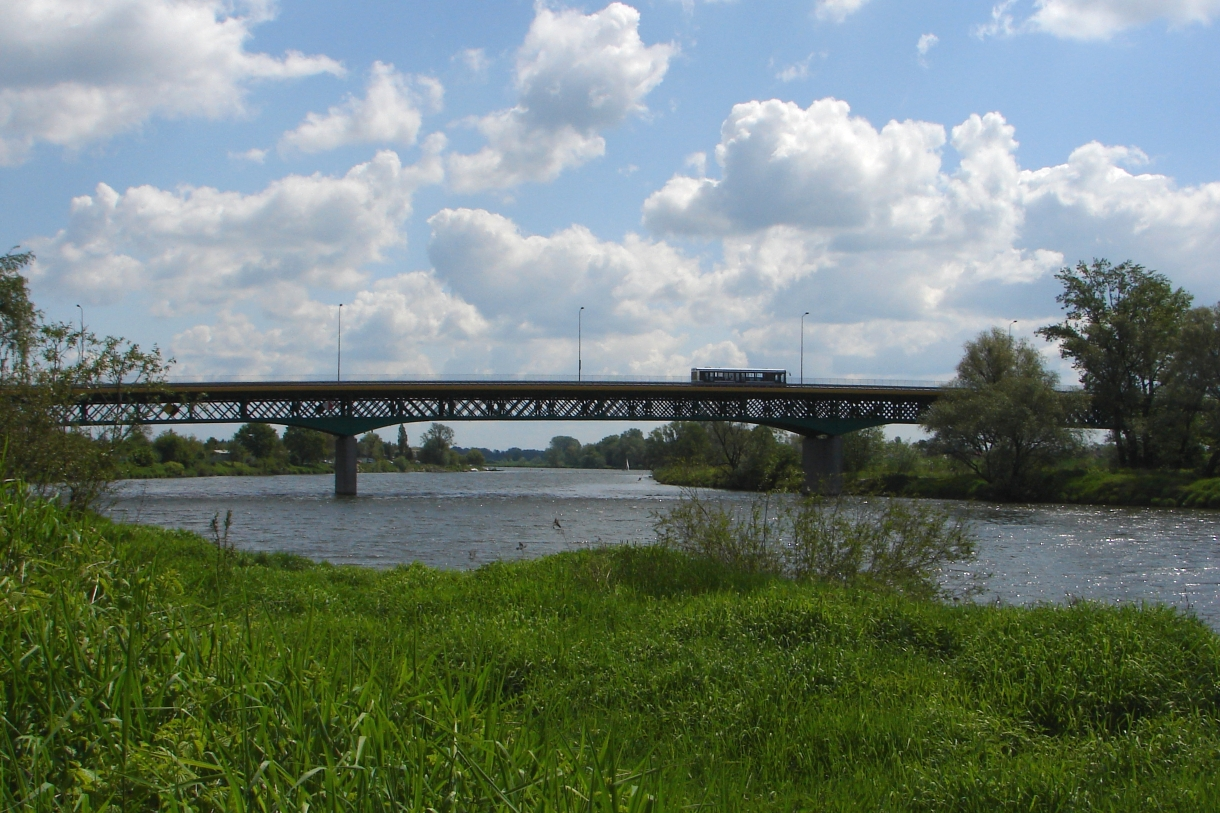
Wanda-híd

1978-ban épült az 1971-ben szétszedett Krakus-híd helyén (lásd előbb; annak támasztékait használtak fel). A neve megörökíti a három Németország elleni sziléziai felkelést (1919–21). A híd 148 m hosszú, 19 m széles. Acél, burkolatos szerkezetű, ortotropikus lemezzel. Két pillérre támaszkodik. Az úton egy sáv vezet minden irányban, a sávokat villamosvágány választja el.

### Grünwald-híd(Most Grunwaldzki)
Összekapcsolja az Óvárost (Dietl utca) Dębnikivel. A neve megörökíti a grünwaldi csatát. 1968 és 1972 közt épült. 153 m hosszú, 31 m széles. Két pillérre támaszkodik. Az úton két sáv vezet mindkét irányban, a sávokat villamos vágány választja el. A Dębnicki hídhoz hasonlóan a Grünwald-híd magassága a vízszint fölött csekély alacsony, hogy a híd ne takarja el a kilátást a Wawelre, ha a szemlélő a visztulai rakparton van. Emiatt ez a híd is árvíztől és jégtorlástól fenyegetett.

### Zwierzyniec-híd(Most Zwierzyniecki)
Összekapcsolja Dębnikit és Zwierzyniecet a Kościuszko-halomhoz közel. 2001-ben nyílt meg, egynyílású, egytagú híd, mely 158 m hosszú (a két viadukttal együtt 213 m), 24 m széles. Az úton két sáv vezet mindkét irányban, a forgalom csak gépkocsik számára engedélyezett. A híd legfőbb feladata, hogy tehermentesítse a Dębnicki-hidat.

### Kotlarski-híd(Most Kotlarski)
A II. krakkói körgyűrű építésekor épült, 2001-ben. Összekapcsolja Grzegórzkit és Zabłociet, ami Podgórze része. Tehermentesíti a Sziléziai Felkelők hídját. Ez a leghosszabb ívhíd Lengyelországban, amelynek nincs pillérje a folyóban. A Kotlarski-híd építésével kapcsolatban két vasútállomást kellett felszámolni. A hídon két sáv van mindkét irányban, az úttesteket a krakkói gyorsvillamos vágánya választja el.

### Wanda-híd(Most Wandy)
Összekapcsolja Nowa Hutát és Podgórzét. 2002-ben épült, nyolcnyílású. 352 m hosszú, 15 m széles. A hídon kétsávú úttest van kerékpárúttal és járdával.

## Fordítás
Ez a szócikk részben vagy egészben a következő lengyel Wikipédia-szócikkek fordításán alapul:
- pl:Kraków,
- pl:Mosty w Krakowie
- pl:Most Karola w Krakowie
- pl:Most Królewski
- pl:Most Podgórski w Krakowie
- pl:Most Powstańców Śląskich w Krakowie
- pl:Most Dębnicki w Krakowie
- pl:Most Józefa Piłsudskiego w Krakowie
- pl:Most Nowohucki w Krakowie
- pl:Most Grunwaldzki w Krakowie
- pl:Most Zwierzyniecki w Krakowie
- pl:Most Kotlarski w Krakowie
- pl:Most Wandy w Krakowie
- pl:Krakowska kolej obwodowa
- pl:Kalendarium historii Krakowa

A fordítás eredetijének szerzőit az eredeti cikkek laptörténete sorolja fel.